# Hanvec
Hanvec är en kommun i departementet Finistère i regionen Bretagne i västra Frankrike. Kommunen ligger i kantonen Daoulas som tillhör arrondissementet Brest. År 2022 hade Hanvec 2 035 invånare.

## Befolkningsutveckling
Antalet invånare i kommunen Hanvec
Referens:INSEE